# Niverka Marte
Niverka Dharlenis Marte Frica, född 19 oktober 1990, är en  volleybollspelare (passare).
Domínguez spelar i Dominikanska republikens landslag och har med dem vunnit  Nordamerikanska mästerskapet 2009, 2019 och 2021. Hon har även spelat med landslaget vid VM 2022. På klubbnivå har hon spelat för klubbar i Domikanska republiken, Azerbajdzjan, Frankrike, Peru, Turkiet och Indonesien.